# Chadzji Dimitar
Dimitar Nikolov Asenov (Bulgaars: Димитър Николов Асенов;  İslimiye, 10 mei 1840 - Boezloedzja (in de buurt van Svezjen), 10 augustus 1868), beter bekend als Chadzji Dimitar (Хаджи Димитър), was een prominente Bulgaars woiwode en een belangrijke verzetsstrijder tegen het Ottomaanse Rijk tijdens de Bulgaarse Nationale Herleving.

## Levensloop
Dimitar werd geboren in de stad İslimiye (tegenwoordig Sliven) en kwam uit een Bulgaarse ambachtsfamilie. Zijn vader was een handelaar genaamd Nikola Asenov. In 1842, toen Chadzji Dimitar twee jaar oud was, gingen zijn ouders op pelgrimstocht naar Jeruzalem, waarna ze hun zoon de bijnaam ‘Chadzji' (‘Хаджи’) gaven - afkomstig uit het woord ‘Hacı’ uit het Turks (een achtervoegsel dat oorspronkelijk aan moslimpelgrims naar Mekka wordt gegeven). 
Op 20-jarige leeftijd trad Dimitar toe tot de Bulgaarse onafhankelijkheidsbeweging en werd hij lid van een Četa, die dat jaar werd geleid door Panajot Chitov. In 1863 ging hij naar Boekarest, waar hij contact kreeg met Georgi Rakovski, een pionier van de "Nationale Opwekking". Het jaar daarop werd hij zelf de leider van een Četa en organiseerde hij samen met Stefan Karadzja een aantal paramilitaire operaties in het Balkangebergte. Karadzja en Dimitrov richtten in 1868 - in ballingschap in Roemenië - een invloedrijke revolutionaire vereniging op, waarvan de leden vooral uit voormalige Bulgaarse soldaten bestond. 

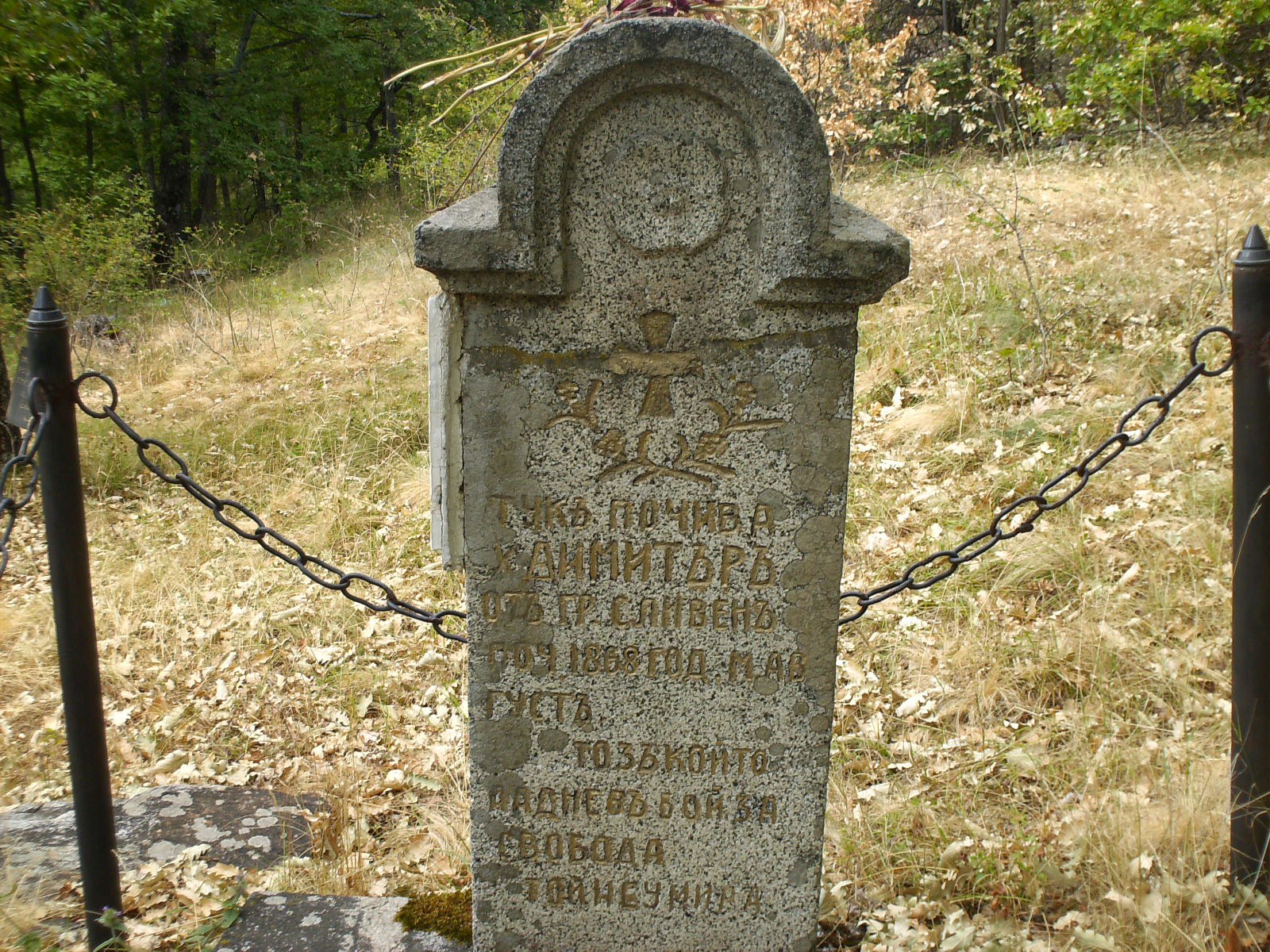
Het graf van Chadzji Dimitrov

De bende van Karadzja en Dimitar stak op 5 juli 1868 per zeilboot de Donau over (bij Vardim); kort daarna ontstond een strijd met het Ottomaanse leger in de buurt van Pavlikeni. Op 8 juli 1868 raakte Karadzja gewond raakte en werd door de Ottomanen gevangengenomen, terwijl Chadzji Dimitar met ongeveer vijftig man naar het Balkangebergte vertrok. Ook hij werd echter verslagen door de Ottomanen strijdkrachten. Chadzji Dimitar werd door zijn kameraden zwaargewond naar de bergtop Kadrafil ('Кадрафил') meegenomen, 3 kilometer van het dorp Svezjen (gemeente Brezovo), waar hij tot aan zijn dood verbleef. Hij overleed enkele weken daarna aan zijn verwondingen en is op dezelfde dag op die berg begraven. 